# John H. Gibbons

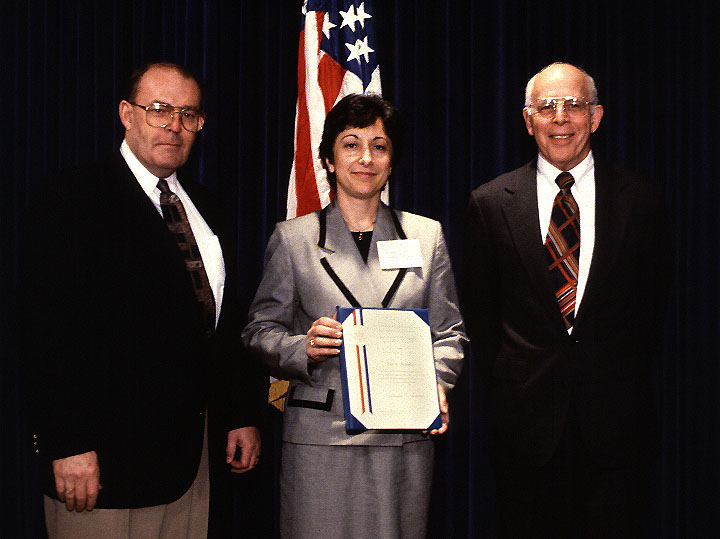
John H. Gibbons (rechts) bei einer Preisverleihung im Weißen Haus

John Howard „Jack“ Gibbons (* 15. Januar 1929 in Harrisonburg (Virginia); † 18. Juli 2015 in Crozet (Virginia)) war ein US-amerikanischer Physiker. 1993 bis 1998 war er Direktor des Office of Science and Technology Policy von Präsident Bill Clinton.
Gibbons besuchte das Randolph-Macon College mit dem Bachelor-Abschluss 1949 und wurde 1954 an der Duke University in Physik promoviert. Ab 1954 war er am Oak Ridge National Laboratory, wo er sich mit Kernphysik befasste (unter anderem Kernstruktur und Neutroneneinfang bei der Nukleosynthese schwerer Elemente in Sternen). Ab Ende der 1960er-Jahre befasste er sich auf Anregung von Alvin Weinberg mit Fragen effizienter Energienutzung und schonender Nutzung von Energieressourcen und leitete 1969 bis 1973 das Umweltprogramm des Labors. Er war 1973/74 erster Direktor des Federal Office of Energy Conservation der USA. Ab 1975 war er Direktor des Energy, Environment and Resources Center der University of Tennessee. 1979 bis 1992 leitete er das US Congressional Office of Technology Assessment für Beratung des US-Kongresses in Technologiefragen. 1993 bis 1998 war er Berater von Präsident Bill Clinton in Wissenschafts- und Technologiefragen. 1998/99 war er Compton Lecturer am MIT. 1999 bis 2000 war er Berater des Präsidenten der National Academy of Engineering und 1999 bis 2001 Berater des State Department.
Er war Mitglied der National Academy of Engineering und Fellow der American Association for the Advancement of Science (und 2000/2001 deren Präsident) und der American Physical Society. 1999 wurde er in die American Philosophical Society und 2005 in die American Academy of Arts and Sciences gewählt.
Als Wissenschaftsberater von Clinton setzte er sich für ein Programm mit der Autoindustrie ein, um Hybridautos zu fördern, setzte sich für Unterzeichnung des Comprehensive Nuclear Test Ban Treaty ein und setzte sich für die Kooperation mit Russland bei der Internationalen Raumstation ein.
1991 erhielt er den Leo Szilard Lectureship Award. Er erhielt das Bundesverdienstkreuz und wurde Kommandeur des Ordre des Palmes Académiques. Gibbons war mehrfacher Ehrendoktor.

## Schriften
- This Gifted Age. Science and Technology at the Millenium, Springer 2007